# Tombe des Plafonds sculptés
La tombe des Plafonds sculptés (en italien : Tomba dei Soffitti intagliati) est une des tombes étrusque, datant du VIIe siècle av. J.-C., situées dans la nécropole de L'Osteria près de la ville de Vulci dans la  province de Viterbe, dans le nord du Latium.

## Histoire
La tombe des Plafonds sculptés date de la période orientalisante. Elle a été repérée en 1967 et a été mise au jour en 1982. 

## Description
La tombe se trouve dans la zone septentrionale de Vulci au lieu-dit de l'Osteria et est comprise dans le Parco Archeologico Ambientale di Vulci. 
Il s'agit d'une tombe a camera creusée dans le tuf avec un vaste dromos à gradins avec deux chambres latérales et une centrale qui donne accès à deux autres chambres. Les portes présentent une architecture de type dorique et les plafonds sont une reproduction en relief d'un plafond linéaire à double pente avec columen central.  
La chambre extérieure droite possède, quant à elle, un plafond plat à poutres et sur la paroi du fond est reproduite une fausse porte (symboliquement « porte des Enfers »). 
Le plafond de la chambre principale a été réalisé avec un soin particulier. En effet le columen présente des terminaisons à disque desquels sort un dense réseau de poutrelles.
En raison d'affinités manifestes avec certaines tombes de Cerveteri, la construction de la tombe est attribuée à des artisans provenant de ce centre.
Bien que profanée et pillée par les tombaroli, la tombe conservait encore une grande partie de son trousseau funéraire comprenant des vases et buccheri de production locale ainsi que des articles d'importation proto-corynthiennes et provenant d'autres centres étrusques ; ils sont conservés au Musée archéologique de Vulci.
Le classement chronologique de ces artéfacts archéologiques permet d'établir un usage prolongé de la tombe qui, construite vers la moitié VIIe siècle av. J.-C.,  a été utilisée jusqu'à la fin du même siècle.